# Tegošnica
Tegošnica (en serbe cyrillique : Тегошница) est un village de Serbie situé dans la municipalité de Vlasotince, district de Jablanica. Au recensement de 2011, il  ne comptait aucun habitant.

## Démographie
| 1948 | 1953 | 1961 | 1971 | 1981 | 1991 | 2002 | 2011 |
| ---- | ---- | ---- | ---- | ---- | ---- | ---- | ---- |
| 12   | 12   | 15   | 17   | 30   | 9    | 3    | 0    |

|  |